# Kurud
Kurud é uma cidade e uma nagar panchayat no distrito de Dhamtari, no estado indiano de Chhattisgarh.

## Geografia
Kurud está localizada a 20° 50′ N, 81° 43′ L. Tem uma altitude média de 298 metros (977 pés).

## Demografia
Segundo o censo de 2001, Kurud tinha uma população de 11 469 habitantes. Os indivíduos do sexo masculino constituem 50% da população e os do sexo feminino 50%. Kurud tem uma taxa de literacia de 64%, superior à média nacional de 59,5%: a literacia no sexo masculino é de 73% e no sexo feminino é de 56%. Em Kurud, 16% da população está abaixo dos 6 anos de idade.